# Georgsmarienhütte
Georgsmarienhütte è una città di 31 790 abitanti, della Bassa Sassonia, in Germania. Appartiene al circondario di Osnabrück.
La città si fregia del titolo di "comune indipendente" (selbständige Gemeinde).